# برونا كوزي
برونا كوزي (بالإسبانية: Bruna Cusí)‏ هي ممثلة إسبانية، ولدت يوم 17 سبتمبر 1986 في برشلونة في إسبانيا.

## روابط خارجية
- برونا كوزي على موقع IMDb (الإنجليزية)
- برونا كوزي على موقع ألو سيني (الفرنسية)
- برونا كوزي على موقع قاعدة بيانات الفيلم (الإنجليزية)